# Юхта Михайло Дмитрович
Юхта Михайло Дмитрович (3 жовтня 1946 року) —  Заслужений журналіст України, ветеран Української журніалістики, член Національної спілки журналістів з 1978 року, радіожурналіст, прозаїк, поет, активіст, громадський діяч.
Нагороджений іменним годинником від Президента України Леоніда Кучми. 
Володар  звання «Відмінник телебачення і радіо України», «Золотої медалі» української журналістики, «Призу Популярності», «Почесного Знаку» Національної Спілки журналістів України;
Ім‘я Михайла Дмитровича Юхти занесене до енциклопедичного словника «Українська журналістика в іменах».
Удостоєний Почесних Грамот, Дипломів, подяк Держтелерадіо України, Національної радіокомпанії України, Національної спілки журналістів України, Волинської облдержадміністрації, Волинської обласної ради, Луцької міської ради.
За роки журналістської діяльності, як представник української журналістики, побував у більше, ніж 20-ти країнах, де був відмічений за підготовлені матеріали.
Так, Люблінське воєводство Республіки Польща відзначило Почесною нагородою за висвітлення міжнародного співробітництва двох сусідніх країн.

## Життєпис
Народився у селі Пристайлове, Лебединського району, Сумської області.
Батько — Дмитро Гордійович Юхта, був сільським ковалем, пройшов усю війну, дійшов до Берліна. Мати, Єфросинія Уліянівна, з родини Плішивих — швачкою. Дитинство пройшло на берегах Псла серед лісів та луків, мальовничої природи.
Навчався в Пристайлівській восьмирічній і Будильській середній школах. 
Перші вірші, оповідання, новели, етюди друкувала районна газета «Життя Лебединщини».
У Лебедині Михайла Юхту знають, як активного учасника літературного об'єднання при районній газеті, створеного за ініціативою відомого українського письменника Костя Гордієнка. Побачивши здібності сільського хлопця, той всіляко підтримував і допомагав йому, рекомендував йти в журналістику.
Навчався у Львівському державному університеті імені Івана Франка на факультеті журналістики.
По отриманню диплому журналіста був призваний на військову службу, яку відбував кореспондентом газети «Голос воїна»(Мукачево), а також «Голос Родины» (Львів), на той час, Прикарпатського військового округу.
Демобілізувавшись, потрапив на Волинь, де спочатку працював інспектором облвиконкому. Про це згадується у книзі Андрія Бондарчука «Юхим Ярощук: людина, громадянин, державний діяч».
Виходячи із коментарів очевидців, Юхта міг би здобути кар'єру в органах державної влади, проте випускника Франкового університету найбільше вабила журналістика. Свого часу голова облвиконкому Юхим Ярощук пропонував вступити у Вищу партійну школу, що «принесло б неабияку перспективу для молодого журналіста»…Але сам Михайло Юхта коментує: «Я вже спробував себе у журналістиці і відмовитися від неї не зміг, бо то для мене було як повітря».
Тож, із 1973-го — на ниві української журналістики.
Двадцять років працював у Волинській обласній телерадіокомпанії. Пройшов усі професійні щаблі: від кореспондента, завідуючого кореспондентською мережею, редактора, старшого редактора до завідуючого інформаційним відділом.
Серед перших журналістських матеріалів Михайла Юхти, що привернули увагу радіослухачів — розповідь про найстарішу жительку Колодяжного Варвару Дмитрук, близьку подругу Лесі Українки; бесіда із праправнучкою Тараса Шевченка Євгенією Гончаревич-Голуб, яка прибула із Черкащини вчителювати в село Сокіл, Рожищенського району, інтерв'ю із всесвітньовідомими особистостями: Святославом Ріхтером та Юрієм Левітаном, космонавтами Валентиною Терешковою, Павлом Поповичем; кіноактором Євгеном Леоновим; естрадними артистами: Назарієм Яремчуком, Софією Ротару, Оксаною Білозір, Аллою Пугачовою, Юрієм Тимошенком та Єфимом Березіним (Тарапунька і Штепсель) перший з яких був близьким приятелем журналіста.
Десять років Михайло Юхта був власкором однієї із центральних, на той час, газет «Радянська Україна». Саме із її шпальт, журналістських  матеріалів, його ім'я стало відоме на теренах України. Із проголошенням незалежності України, газета під цією назвою припинила свій вихід. Пізніше  вона стала «Демократична Україна».
У 1991 році Михайла Юхту призначають  власкором Держтелерадіо України. Кар‘єру на Українському радіо почав на конкурсній основі — відразу по приїзду на співбесіду до Києва отримав завдання зробити репортаж із заводу «Більшовик», з чим справився «на відмінно».
Двадцять років працював на Українському радіо.
Під час журналістських зустрічей заприятелював із Муслімом Магомаєвим, якого здивував неочікуваним волинським сувеніром — консервами з лосятини. Ті, в свою чергу, так полюбилися знаменитому артисту, що він неодноразово звертався до Михайла Дмитровича із проханням переслати делікатес до Москви, з приводу святкування особливих для співака дат.
«Радіожурналістську ниву Михайло Юхта засівав зернами добра і любові до Волинського краю, неньки України». За десятки років він був щоденно в ефірі Українського радіо. В різних куточках України його впізнавали за голосом. Розповідаючи про життя Волині у Всеукраїнському просторі та закордоном, представляв інтереси волинян.  
«Слова і думки журналіста в ефірі  завжди вагомі, виважені й мудрі, оскільки збагачені власним життєвим досвідом  та знаннями. У розповідях  вчувається вболівання за  долю людей, гордість не тільки за рідний край, а й всю українську державу. Від своїх 65 літ Михайло Юхта — на заслуженому відпочинку. Але й надалі допомагає спільно творити радіолітопис України». 
Своїм досвідом радіожурналістики М.Юхта ділиться із майбутніми журналістами, як старший викладач факультету журналістики Волинського національного університету імені Лесі Українки. «Із великою радістю йду на кожну зустріч з молоддю, яка обрала журналістику».
У свій час, школу радіожурналістики Михайла Юхти пройшли нині вже відомі журналісти.
Викладацьку діяльність поєднує із посадою Голови Журналістської Організації Власкорів Всеукраїнських засобів масової інформації у Волинській області.

## Громадська діяльність
Михайло Юхта поєднав чимало родин та багатьом допоміг у пошуках рідних: в тому числі, учасникам операції «Вісла» та членам сімей загиблих учасників Другої Світової війни.
Сьогодні Михайло Дмитрович активно досліджує десидентський рух 60-з років в Україні.
Ставши ініціатором створення фонду особового походження Дмитра Полікарповича Іващенка, Михайло Юхта закінчив написання об'ємного твору про страдницький шлях відомого волинського дисидента, політв'язня, «волинського Чорновола».
Біографічна повість була видана восени 2021-го року, та уже представлена в бібліотеках міста Луцька; усі зібрані документальні та історичні джерела будуть передані до архіву та поповнять фонд.

## Творчий доробок
У художньо-документальній повісті «Долю обрав сам», авторства М. Д. Юхти, йдеться про героїчне життя лідера десидентського руху 60-х років на Волині — Дмитра Іващенка; його вірних побратимів, однодумців, які, не шкодуючи власного життя у непрості часи радянського режиму, виборювали незалежність, нашу з вами кращу долю, та волю України.
 Михайло Юхта «закоханий у таїну слова». У поезії та прозі прагне осмислити історичне минуле, внутрішній світ людини, філософію життя, красу природи. Він є автором багатьох видань, поетичних і прозових збірок, публікацій».
До прикладу, у 2004 році упорядкував і видав книгу «Краса і біль Золочівки» (про трагічну долю села Золочівка на Рівненщині, яке в роки війни було спалене нацистами).
На сьогодні у творчому доробку Михайла Юхти написані та підготовлені до друку ще три книги.  Це й автобіографічна повість «Ота стежина в ріднім краї», у якій ділиться саме тим, що «не забувається з плином років: згадує стежку, на якій зробив перші життєві кроки на землі батьків, дідів, прадідів, село над Пслом, де народився та звідки пішов в журналістику». «Щемливі, з тонким ліризмом роздуми про дитинство, шкільні, студентські роки, життя, все те пропущене через серце».
А в книзі «Скрижалі пам'яті» журналіст зібрав  спогади земляків про багатостраждальну долю рідного Пристайлова, яке не оминули трагічні роки голодомору — 1932—1933–го. «Тут чинилися такі кари над людьми, які жахали навіть саму уяву», — коментує автор. «Написана книга містить вселюдський осуд радянської системи і стане даниною пам'яті земляків, та усім, хто ковтнув сталінський геноцид; буде нев'януючою квіткою на могилах жертв голодоморів та анафемою антинародного режиму, який із Божої волі канув у небуття…».
У книзі «Журналістика — моя доля» ділиться журналістськими спогадами та роздумами. «А мені є що згадати», — сміється Михайло Дмитрович в особистій розмові. Журналісту довелося зустрічатися та спілкуватися із Президентами України, визначними політиками, міністрами, провідними науковцями, видатними письменниками, акторами, співаками, всесвітньовідомими особистостями.

### У творчому світі
«Про Михайла Юхту написано багато: не лише про творчість, а й про життєву дорогу, погляди. Колеги до сьогодні по крупинках збирають таємниці його успіху та поради, переймаючи досвід — не лише професійний. У підтвердження — інформація про особу М. Д. Юхти з особистої розмови з Лебединськими колегами Наталією Матвеєвою та Василем Дацьком»: http://old.lebedinpress.com.ua/kategorii/novosti/727-toj-khto-lyubit-svoe-selo-toj-lyubitime-i-ukrajinu